# José Luis Ballester
José Luis Ballester Tuliesa (Vinaròs, 17 agosto 1968) è un ex velista spagnolo.

## Palmarès
- Giochi olimpici

Atlanta 1996: oro nella classe Tornado.
- Mondiali

Båstad 1994: oro nella classe Tornado.
Kingston 1995: bronzo nella classe Tornado.
Brisbane 1996: argento nella classe Tornado.
Hamilton 1997: argento nella classe Tornado.
Buzios 1998: bronzo nella classe Tornado.